# 비내리는 명동거리
《비내리는 명동거리》는 한국에서 제작된 변장호 감독의 1970년 영화이다. 장동휘 등이 주연으로 출연하였고 박원석 등이 제작에 참여하였다.

## 출연

### 주연
- 장동휘
- 문희
- 김희라
- 김정훈

## 기타
- 조명: 마용천
- 미술: 이문현
- 주제가: 배호